# Coenonympha phantasma
Coenonympha phantasma är en fjärilsart som beskrevs av Burdick 1956. Coenonympha phantasma ingår i släktet Coenonympha och familjen praktfjärilar. Inga underarter finns listade i Catalogue of Life.